# Konya mo Nemurenai
Konya mo Nemurenai (今夜も眠れない lit. Otra noche sin dormir?) es una serie de manga de género yaoi escrita e ilustrada por Kotetsuko Yamamoto. Comenzó su serialización el 22 de julio de 2011 en la revista Rutile de la editorial Gentosha Comics, y finalizó el 22 de julio de 2014 con un total de tres volúmenes publicados. La historia se centra en Rikiya Higuchi, un estudiante universitario que por accidente convoca a un demonio llamado Endo.
Un spin-off titulado Kimi to Kore kara (キミトコレカラ lit. De ahora en adelante estarás conmigo?), fue lanzado el 22 de noviembre de 2014 y se centra en la historia de Verde y Gōrō, ambos personajes secundarios en la historia principal.

## Argumento
Rikiya Higuchi es un estudiante universitario de primer año que esta decidido a dejar atrás a su antiguo ser y comenzar a ser alguien completamente nuevo. Rikiya siempre ha sabido que le gustan los hombres, pero jamás ha estado en una relación y tiene problemas para expresar sus sentimientos. Debido a esto y, cansado de estar solo, se registra en un sitio de citas para gays. Sin embargo, termina en una situación bastante peligrosa y accidentalmente pide ayuda a alguien de lo más extraño e inverosímil: un demonio.

## Personajes
Rikiya Higuchi (樋口 力也 Higuchi Rikiya?)
Es el protagonista principal de la historia. Es un tímido e inseguro estudiante universitario de primer año que, deseoso por acabar con su soledad y tener novio, se registra en un sitio de citas gais. Sin embargo, es engañado y posteriormente drogado por un sujeto que conoció en dicho sitio web, quien pretendía grabar con él un video pornográfico. Desesperado y aterrado, Rikiya accidentalmente convoca a un demonio a través de un sello de invocación en la pared, el cual se presenta como Endo. Endo rescata a Rikiya de los hombres que pretendían abusar de él y le dice que le concederá un deseo. A partir de ese entonces, la relación entre ambos comienza a surgir. Es apodado "Hiriki" por Endo, palabra que se traduce como impotente o inservible debido a su incapacidad de triunfar en el ámbito amoroso.
Endo Guar Adroone (グァール・アドルーン・遠藤 Guāru Adorūn Endō?)
Es un poderoso demonio de alto nivel que huyó de su hogar para evitar casarse con su prometido, Verde. Fue convocado por accidente por Rikiya, a quien rescató de unos hombres que pretendían abusar de él. Al no querer regresar a su mundo, decide vivir temporalmente con este debido a que es su "contratista". Su apariencia es la de un adolescente de cabello negro y baja estatura, sin embargo, en el mundo de los demonios su verdadera apariencia es la de un apuesto joven con largos cabellos rojos y orejas puntiagudas. Tiene un hermano mayor con quien rivaliza, Kaim, y uno menor, Dewie.
Verde Dogo Alfentino (ドゴー・アルフェンティノ・ベルデ Dogō Arufentino Berude?)
Es un demonio de nivel superior y ex-prometido de Endo, de quien es amigo desde la infancia. Al enterarse de que Endo huyó al mundo de los humanos para no tener que casarse con él, se enfurece enormemente y se propone a buscarlo. Una vez en el mundo de los humanos a través de un contrato que hizo con el amigo de Rikiya, Gōrō, intenta matar a Rikiya por "robarle" a su prometido. Es detenido por Endo, quien le dice que se siente atraído hacia Rikiya y no se casaría con él solo por deber. Al final, rompe su compromiso con Endo y termina desarrollando sentimientos amorosos por Gōrō. 
Gōrō Sakamoto (坂本 吾郎 Sakamoto Gōrō?)
Es un amigo de Rikiya, quien al igual que él, es gay y nunca ha tenido una relación que durase mucho tiempo. Verde lo utiliza como medio para lograr llegar al mundo de los humanos y ambos terminan enamorándose. 
Kaim Adroone (アドルーン・カイム Adorūn Kaim?)
Es el hermano mayor de Endo y el principal antagonista de la historia. Kaim siempre rivalizó con Endo y le enojaba el hecho de que su hermano hubiera sido escogido para ser el líder de su clan a pesar de ser menor que él. Al final, termina siendo derrotado por Endo en una pelea.
Dewie Adroone (アドルーン・デューイ Adorūn Dewie?)
Es el hermano menor de Endo y Kaim. Es regordete y algo distraído.
Mark (マーク Māku?)
Es el mayordomo de Endo. En el mundo de los humanos, toma la forma de un pájaro negro.